# 马拉卡斯
马拉卡斯是巴西巴伊亚州的一个市镇。总面积2435.201平方公里，总人口34140人，人口密度14人/平方公里。